# HCL.hr
HCL.hr или Хрватска сајбер лига је хрватски портал за видео игре. Основан 2005. године, HCL се бави писањем рецензија видео игара и снимањем видео материјала за YouTube.    
Главни уредник HCL.hr је Игор Белан.

## Историја
Удружење HCL основано је 2002. године, док је портал HCL.hr направљен 21. маја 2005. године, а YouTube канал HCL.hr покренут је 4. августа 2010. године.
Портал је креиран као пројекат групе љубитеља видео игара.
HCL, заједно са угашеним порталом Cro-Gaming.com, чини једну од највећих заједница играча видео игара у Хрватској која снима сопствене садржаје.

Главни уредник портала је Игор Белан, који углавном води YouTube канал и повремено пише рецензије. Главни уредник портала је Зоран Жалац, који редовно пише чланке на порталу hcl.hr.
1. ↑  „Oglašavanje”. www.hcl.hr. HCL.hr. Приступљено 2. kolovoza 2020. Проверите вредност парамет(а)ра за датум: |access-date= (помоћ)
2. ↑  Krajačić, Nikola. „HCL.hr: hrvatski gameri ne zaslužuju ovako kvalitetan i perspektivan internetski magazin”. www.netokracija.com. Netokracija. Приступљено 2. kolovoza 2020. Проверите вредност парамет(а)ра за датум: |access-date= (помоћ)
3. ↑  Hadžić, Jasmin (6. kolovoza 2012). „[INTERVJU] Igor Belan (HCL.hr) otkriva sve što moramo znati o industriji video igara”. poslovniplus.com. PoslovniPlus. Приступљено 2. kolovoza 2020. Проверите вредност парамет(а)ра за датум: |access-date=, |date= (помоћ)
4. ↑  „HCL.hr slavi pet godina postojanja”. www.tportal.hr. Tportal. Приступљено 2. kolovoza 2020. Проверите вредност парамет(а)ра за датум: |access-date= (помоћ)

## Спољашње повезнице
- Званична веб страница
- HCL.hr на Јутјубу
- HCL.hr на Фејсбуку
- HCL.hr на Твитеру
- HCL.hr на Инстаграму
- HCL.hr на Steam-у